# Cour de la Maison
Le manoir de la Cour de la Maison est un édifice situé sur le territoire de la commune de Varaville dans le département français du Calvados.

## Localisation
Le monument est situé dans le département français du Calvados, à Varaville, route départementale 513.

## Histoire
Le manoir est daté du XVIe siècle et du premier quart du XVIIIe siècle.

## Architecture
Les façades et les toitures sont inscrites au titre des monuments historiques depuis le 12 février 1976.